# Julie Skinner
Julie Skinner, född den 23 april 1968 i Calgary, Kanada, är en kanadensisk curlingspelare.
Hon tog OS-brons i damernas curlingturnering i samband med de olympiska curlingtävlingarna 2002 i Salt Lake City.